# Manzano (New Mexico)
Manzano – spanisch für Apfelbaum – ist ein Census-designated place (CDP) im Torrance County in New Mexico, Vereinigte Staaten. Zum Zeitpunkt des United States Census 2000 lebten hier 54 Pesonen. Der Bevölkerungsmittelpunkt New Mexicos lag bei dieser Volkszählung in Manzano. Unweit des Ortes liegt das Salinas Pueblo Missions National Monument.
Manzano gehört zur Metropolregion Albuquerque.

## Geographie
Manzanos geographische Koordinaten lauten 34° 39′ N, 106° 21′ W (34.650510, -106.348236).
Nach den Angaben des United States Census Bureaus hat der CDP eine Gesamtfläche von 4,4 km², alles davon ist Land.

## Demographie
Zum Zeitpunkt des United States Census 2000 bewohnten Manzano 54 Personen. Die Bevölkerungsdichte betrug 12,3 Personen pro km². Es gab 22 Wohneinheiten, durchschnittlich 5,0 pro km². Die Bevölkerung in Manzano bestand zu 55,56 % aus Weißen, 0 % Schwarzen oder African American, 31,4 % Native American, 0 % Asian, 0 % Pacific Islander, 11,11 % gaben an, anderen Rassen anzugehören und 1,85 % nannten zwei oder mehr Rassen. 87,04 % der Bevölkerung erklärten, Hispanos oder Latinos jeglicher Rasse zu sein.
Die Bewohner Manzanos verteilten sich auf 17 Haushalte, von denen in 41,2 % Kinder unter 18 Jahren lebten. 41,2 % der Haushalte stellten Verheiratete, 11,8 % hatten einen weiblichen Haushaltsvorstand ohne Ehemann und 29,4 % bildeten keine Familien. 23,5 % der Haushalte bestanden aus Einzelpersonen und in 5,9 % aller Haushalte lebte jemand im Alter von 65 Jahren oder mehr alleine. Die durchschnittliche Haushaltsgröße betrug 3,8 und die durchschnittliche Familiengröße 3,75 Personen.
Die Bevölkerung verteilte sich auf 31,5 % Minderjährige, 77,4 % 18–24-Jährige, 22,2 % 25–44-Jährige, 18,5 % 45–64-Jährige und 20,4 % im Alter von 65 Jahren oder mehr. Der Median des Alters betrug 40 Jahre. Auf jeweils 100 Frauen entfielen 170 Männer. Bei den über 18-Jährigen entfielen auf 100 Frauen 105,6 Männer.
Das mittlere Haushaltseinkommen in Manzano betrug 13.750 US-Dollar und das mittlere Familieneinkommen erreichte die Höhe von 19.375 US-Dollar. Das Durchschnittseinkommen der Männer betrug 33.750 US-Dollar, gegenüber 0 US-Dollar bei den Frauen. Das Pro-Kopf-Einkommen belief sich auf 5.935 US-Dollar. 37,7 % der Bevölkerung und 35,0 % der Familien hatten ein Einkommen unterhalb der Armutsgrenze, davon waren 38,5 % der Minderjährigen und 50,0 % der Altersgruppe 65 Jahre und mehr betroffen.